# Melk (film)
Melk is een Nederlandse dramafilm uit 2023, geregisseerd en mede geschreven door Stefanie Kolk in haar speelfilmregiedebuut. De hoofdrollen worden vertolkt door Frieda Barnhard en Aleksej Ovsiannikov.

## Verhaal
Het kindje van Robin (Frieda Barnhard) en haar man (Aleksej Ovsiannikov) komt stilgeboren ter wereld. Beide ouders hebben het moelijk om uitdrukking aan hun verdriet te geven. Enkele dagen later begint Robins lichaam melk aan te maken en begint ze af te kolven. Ze gaat obsessief op zoek naar een mogelijkheid om haar moedermelk te doneren.

## Rolverdeling
| Acteur              | Personage |
| ------------------- | --------- |
| Frieda Barnhard     | Robin     |
| Aleksej Ovsiannikov |           |
| Ruth Sahertian      |           |
| Jules Elting        | Aurora    |
| Murat Toker         |           |
| Arnoud Bos          |           |
| Zineb Fallouk       |           |
| Wimie Wilhelm       |           |
| Dolores Leeuwin     |           |
| Hans Ligtvoet       |           |
| Christophe Lowie    |           |

## Productie
Melk is de eerste speelfilm van regisseur/scenarioschrijver Stefanie Kolk, na een aantal bekroonde korte films. Ter voorbereiding van de film interviewde Kolk meerdere vrouwen en mannen die elk hun uiteenlopende persoonlijke verhalen vertelden.. De film wordt geproduceerd door Lemming Film in coproductie met NTR.

## Release en ontvangst
Melk ging op 31 augustus 2023 in première op het Filmfestival van Venetië in de Giornate degli Autori-sectie. Tijdens het Nederlands Film Festival 2024 werd de film genomineerd voor vier Gouden Kalf-filmprijzen, waaronder die voor beste speelfilm.

## Prijzen en nominaties
De belangrijkste:
| Jaar | Prijs       | Categorie       | Genomineerde(n)               | Uitslag       |
| ---- | ----------- | --------------- | ----------------------------- | ------------- |
| 2024 | Gouden Kalf | Beste speelfilm |                               | In afwachting |
| 2024 | Gouden Kalf | Beste regie     | Stefanie Kolk                 | In afwachting |
| 2024 | Gouden Kalf | Beste scenario  | Stefanie Kolk, Nena van Driel | In afwachting |
| 2024 | Gouden Kalf | Beste hoofdrol  | Frieda Barnhard               | In afwachting |